# Coro (Venezuela)
Coro, il cui nome per esteso è Santa Ana de Coro, è una città del Venezuela, capitale dello stato di Falcón.

## Storia

### Origini e fondazione
Città prossima alla costa fondata dagli spagnoli il 26 luglio (il giorno dedicato a Sant'Anna) del 1527 e per questo motivo prese il nome di Santa Ana de Coro. Coro fu il secondo stanziamento spagnolo in terra venezuelana dopo Cumaná fondata nel 1521. La regione di Coro era abitata dalla popolazione degli indios Caquetíos (probabilmente di lingua Arawak dato che in questa lingua "Coro" significa "vento") che siglarono con il fondatore della città Juan de Ampíes un patto di non belligeranza sottoscritto da uno dei caciques più potenti dell'epoca il cacique Manaure.

### Periodo dei governatori tedeschi (1528-1545)

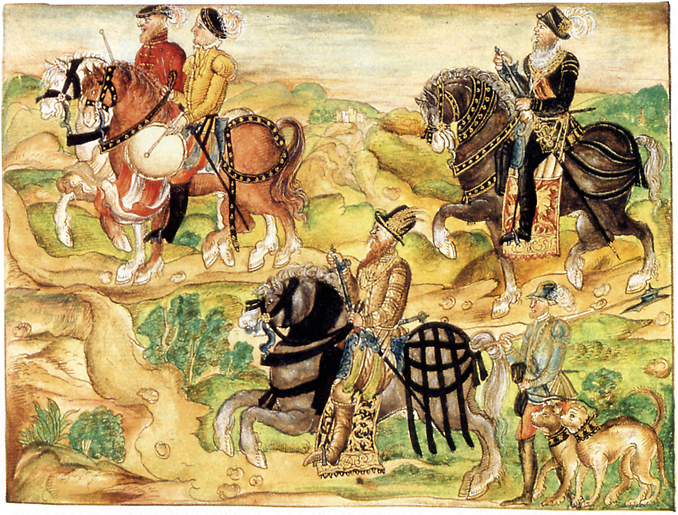
Partenza dellArmata Welser di von Speyer e von Hutten alla ricerca di El Dorado

Tutta la regione coriana fu ceduta, nonostante la ferma opposizione di Juan de Ampíes, il 27 marzo 1528 in concessione dall'imperatore Carlo V d'Asburgo alla famiglia Welser, banchieri bavaresi originari di Augusta, con i quali l'Imperatore aveva un grosso debito contratto per pagare le guerre italiane che azzerò con la cessione di questo territorio ancora non sfruttato. La famiglia Welser nominò il 24 febbraio 1529 primo governatore Ambrosius Ehinger (chiamato dagli spagnoli Ambrosius Alfinger) e la provincia prese il nome di Klein Venedig (Piccola Venezia) e anche le due città principali della regione: Coro e Maracaibo assunsero rispettivamente i nomi di Neu Augsburg (Nuova Augusta) e Neu Nürnberg (Nuova Norimberga).
Ehinger in seguito a problemi di salute nominò, nel 1530, vicegovernatore Nikolaus Federmann famoso conquistador che si spinse molto in profondità nella terraferma venezuelana e colombiana alla ricerca del mitico El Dorado.
Da questo momento Coro diventò la base di partenza di tutti i viaggi degli esploratori in caccia della mitica città. Fra i vari personaggi inviati dai Welser per questo scopo ricordiamo Philipp von Hutten e il governatore Georg von Speyer. Morto von Speyer nel 1540, von Hutten lo sostituì nella carica ma al ritorno dalla sua ultima spedizione trovò che gli spagnoli avevano ripreso il comando della provincia e il nuovo governatore lo fece decapitare nel 1546 insieme al rampollo dei Welser, Bartolomeo anche lui alla ricerca della città d'oro.
In questo periodo molte navi tedesche affluirono dalle coste africane della Guinea con carichi di schiavi per farli lavorare nelle piantagioni di cacao e di canna da zucchero che sorgevano nella pianura e nella Sierra coriana.
Il missionario spagnolo Bartolomé de Las Casas scrisse a proposito della dominazione dei governatori tedeschi in una relazione richiestagli direttamente dall'Imperatore Carlo:
(Bartolomé de Las Casas, Brevísima relación de la destruición de las Indias - 1542)

### La prima capitale (1545-1578)

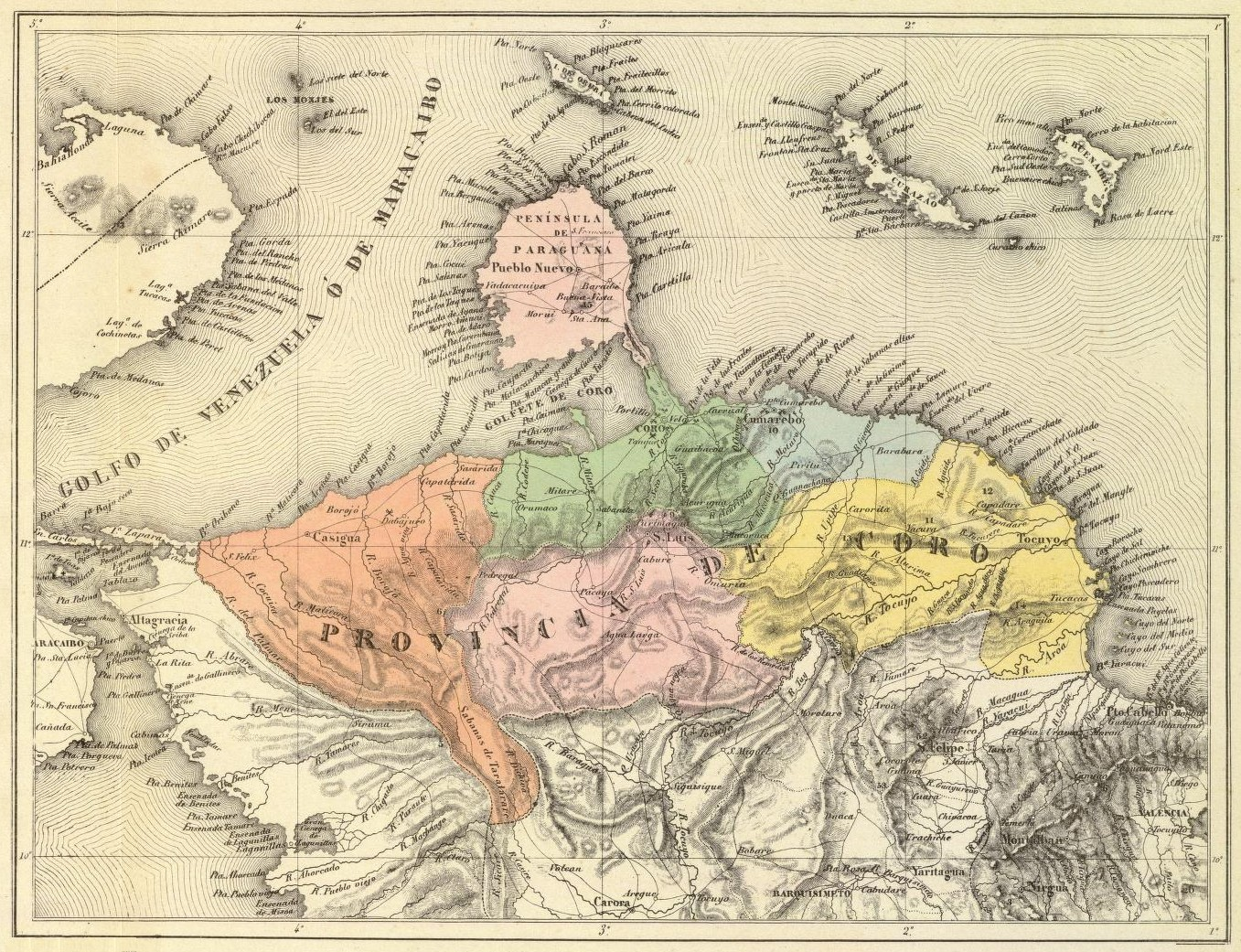
Carta geografica dell'antica Provincia di Coro

Ma i Welser non rispettarono gli antichi patti con il cacique Manaure, e dopo una ribellione degli indios, a causa delle condizioni in cui erano trattati dai tedeschi, Coro ritornò nel 1545 nelle mani degli spagnoli che ne fecero la prima capitale della Provincia del Venezuela (inizialmente denominata Provincia di Coro).
Dal 1531 gli spagnoli avevano insediato a Coro il primo vescovato dell'America del Sud che comprendeva tutto il territorio del Venezuela e soltanto nel 1637 fu trasferito a Caracas. Fra i vescovi coriani più famosi ricordiamo Rodrigo de Bastidas, figlio dell'omonimo conquistador fondatore della città di Santa Marta, oggi una delle principali città della Colombia.

### La guerra contro i pirati (sec. XVII)
Data la sua vicinanza al mare Coro fu sottoposta più volte alle scorrerie dei pirati. La più rovinosa fu il saccheggio della costa venezuelana guidata dal corsaro Sir Christopher Myngs nel 1659 nel corso della Guerra anglo-spagnola durante la quale, oltre a Coro, furono saccheggiate anche le città di Cumaná e Puerto Cabello. Questa scorreria fruttò a Myngs ben un quarto di milione di libbre d'oro, oltre a numerosi chili di cacao e perle. Per questo motivo gli spagnoli avevano ritenuto, sin dal 1578, più sicuro spostare la capitale della provincia venezuelana da Coro a Caracas.

### La rivolta degli schiavi (1795-1796)
Il 10 maggio 1795 a Curimagua nelle montagne prospicienti la città di Coro, fu organizzata una rivolta contro lo schiavismo guidata dallo zambo (ovvero sanguemisto nero-indio) José Leonardo Chirino e dall'ex schiavo nero José Caridad González. Il 15 maggio un gruppo di 350 schiavi liberati attaccarono Coro. Ma questo tentativo fu prontamente represso dagli spagnoli. Chirino dopo tre mesi di latitanza nelle montagne della Sierra coriana fu catturato il 1º agosto e trascinato a Caracas dove venne processato per sovversione, torturato e poi decapitato il 10 dicembre 1796.
Questa rivolta, ispirata a quella degli schiavi haitiani a Santo Domingo del 1791 e altri focolai di rivolta come quello degli schiavi di Curaçao, prevedeva l'istituzione di una repubblica indipendente sul modello della Francia rivoluzionaria le cui idee da tempo circolavano tra le isole dei Caraibi, ed è per questo che viene considerata il primo tentativo indipendentista e repubblicano nelle colonie spagnole del Sud America. Oggi questa rivolta è stata storicamente rivalutata grazie al presidente meticcio Hugo Chávez. A questo personaggio è intitolato l'aeroporto di Coro.

### Le guerre d'Indipendenza (1806-1821)

Tricolore degli indipendentisti di Francisco de Miranda

Durante le guerre per l'indipendenza dalla Spagna, Coro fu la prima città conquistata dalle truppe ribelli del generale Francisco de Miranda, sbarcate nel porto coriano de La Vela de Coro il 1º agosto 1806. Il 3 agosto per la prima volta fu innalzato, in terra venezuelana, il tricolore mirandino, predecessore delle bandiere della Grande Colombia. Il tentativo indipendentista di Miranda, accolto con ostilità dalla popolazione, fallì e dopo neanche due settimane, il 13 agosto, i volontari indipendentisti lasciarono di nuovo Coro in mano spagnola.
Coro fu una delle ultime città venezuelane ad aderire alla Guerra d'Indipendenza, anzi rifiutò, insieme al territorio di Maracaibo, di entrare a far parte della Prima Repubblica fondata il 19 aprile 1810 e costituì il più importante punto d'appoggio per le truppe spagnole impegnate contro i ribelli di Simón Bolívar. Da Coro partì infatti la cosiddetta Controrivoluzione Monarchica che nel 1812 riportò Caracas nelle mani degli spagnoli e costrinse Bolivar alla fuga in Colombia.
Coro rimase realista fino al 3 maggio del 1821 quando fu liberata da un gruppo di indipendentisti guidati dall'eroina Josefa Camejo. Il gruppo indipendentista depose, in quello stesso giorno, il governatore spagnolo e i coriani attesero le truppe del generale Rafael Urdaneta, che, partendo dalla Gran Colombia, avevano conquistato Maracaibo e, marciando verso est, entrarono a Coro già liberata dai patrioti da alcuni giorni.

## IlBarrio Colonial
Coro oggi si distingue per le caratteristiche case in stile coloniale del cosiddetto Barrio Colonial, e per i colori vivaci che vanno dal rosso al giallo ocra coi quali sono dipinti gli edifici facenti parte del centro storico, intatti nel proprio fascino immutato. Anche le sue stradine tipiche, le costruzioni barocche come la Cattedrale e la chiesa di San Francisco, le cosiddette "casone", tra le quali la Casa del Sol, e la Casa de Hierro conferiscono alla città un'atmosfera vetusta e nobile.

## La comunità ebraica

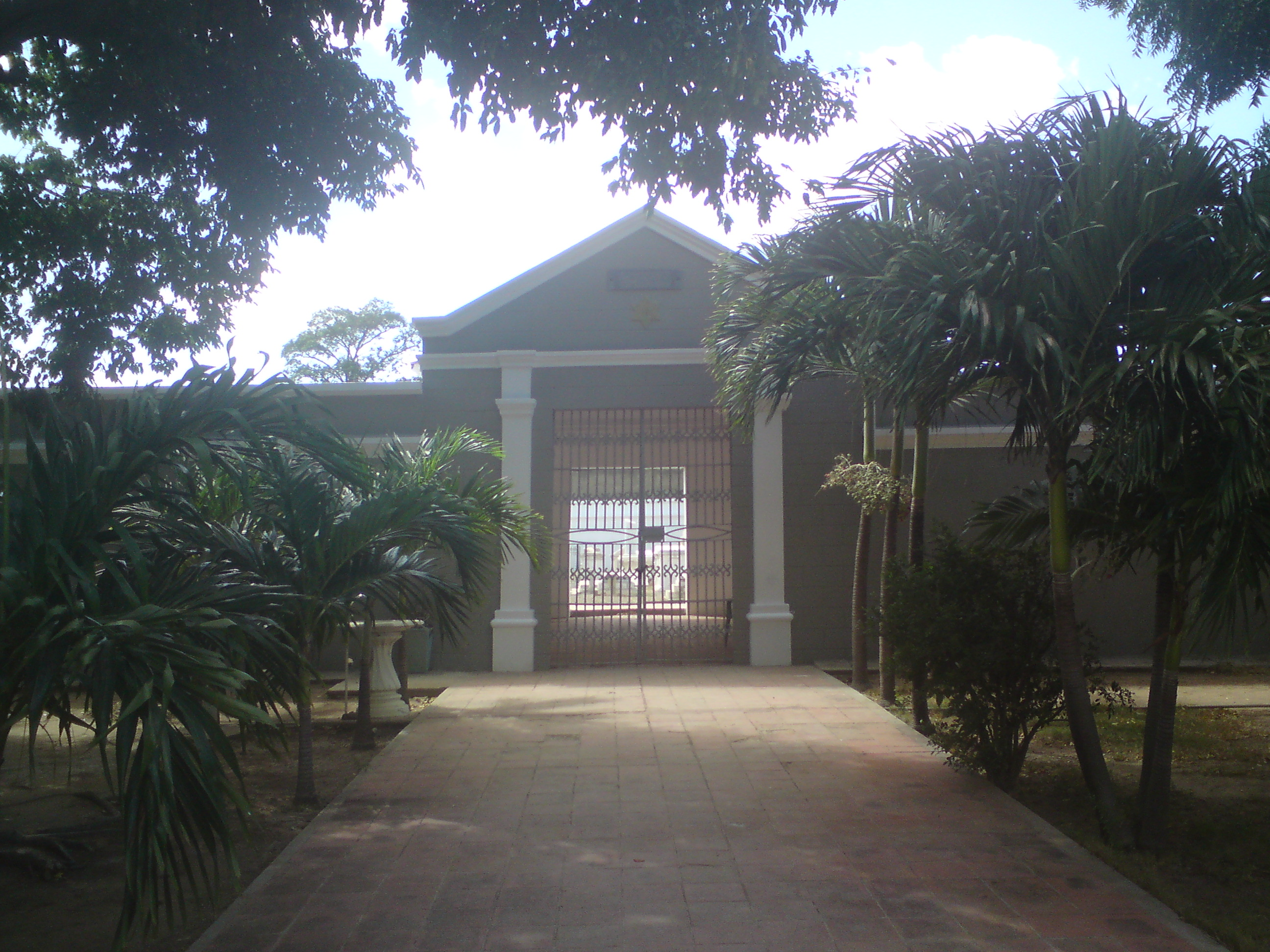
Entrata del Cimitero ebraico

Fra le case del Barrio Colonial quella della famiglia Senior ha una storia particolare perché denuncia la presenza di una comunità ebraica a Coro, in quanto trasformata in sinagoga.
Nel 1827 una comunità di mercanti ebrei di Curaçao, isola delle Antille Olandesi che si trova di fronte alla costa venezuelana, decisero di trasportare in terraferma i loro commerci. Si stanziarono a Coro, ma la popolazione locale non vide di buon occhio l'espansione e l'arricchimento di questa comunità. Nel 1832 le autorità locali misero allora delle nuove tasse sui commerci degli ebrei. Queste servirono per finanziare la guarnigione militare e per l'arricchimento personale dei nuovi caudillos subentrati agli spagnoli dopo le guerre d'indipendenza.
Nel 1855, squadre di cittadini coriani aggredirono la comunità, la quale, nonostante le proteste del Governo Olandese, si imbarcò di nuovo per Curaçao abbandonando definitivamente Coro ma lasciando un monumentale cimitero ebraico, il primo dell'America latina, costruito nel 1832 dal ricco commerciante Joseph Curiel che acquistò questo terreno per seppellirvi la figlia morta a otto anni e che in seguito divenne il luogo di sepoltura dei suoi correligionari.
Ancora oggi il Cementerio Judio è uno dei monumenti più visitati della città.

## Il deserto de Los Médanos
Coro si trova a ridosso del deserto de Los Médanos, l'unico territorio venezuelano che la divide dalla penisola di Paraguanà, da tempo area protetta (Parque nacional Médanos de Coro). Fu dichiarata nel 1950 monumento nazionale, e patrimonio dell'umanità dall'UNESCO nel 1993.

## Geografia fisica

### Clima
Coro è una città con clima desertico-subtropicale mitigato dalla vicinanza al mare dei Caraibi e dai venti costanti, con lunghi periodi di siccità e piovosità molto scarsa che raggiunge una media di 382 mm/anno. La maggior parte delle piogge si registrano tra ottobre e dicembre. La temperatura media è di 27,8 °C, con minime di 24 °C e massime di 32 °C. Si caratterizza per la grande forza dei venti, che registrano velocità superiori ai 35 km/h, da qui il suo nome indigeno "Coro" che significa "vento".
| Mese                | Mesi | Mesi | Mesi | Mesi | Mesi | Mesi | Mesi | Mesi | Mesi | Mesi | Mesi | Mesi | Stagioni | Stagioni | Stagioni | Stagioni | Anno |
| Mese                | Gen  | Feb  | Mar  | Apr  | Mag  | Giu  | Lug  | Ago  | Set  | Ott  | Nov  | Dic  | Inv      | Pri      | Est      | Aut      | Anno |
| ------------------- | ---- | ---- | ---- | ---- | ---- | ---- | ---- | ---- | ---- | ---- | ---- | ---- | -------- | -------- | -------- | -------- | ---- |
| T. max. media (°C)  | 30   | 30   | 31   | 31   | 32   | 32   | 32   | 32   | 32   | 32   | 31   | 30   | 30       | 31,3     | 32       | 31,7     | 31,3 |
| T. min. media (°C)  | 24   | 24   | 25   | 25   | 26   | 26   | 26   | 26   | 26   | 26   | 25   | 24   | 24       | 25,3     | 26       | 25,7     | 25,3 |
| Precipitazioni (mm) | 20   | 10   | 10   | 10   | 30   | 20   | 30   | 30   | 40   | 60   | 70   | 40   | 70       | 50       | 80       | 170      | 370  |

## Vedute della città

### Le chiese

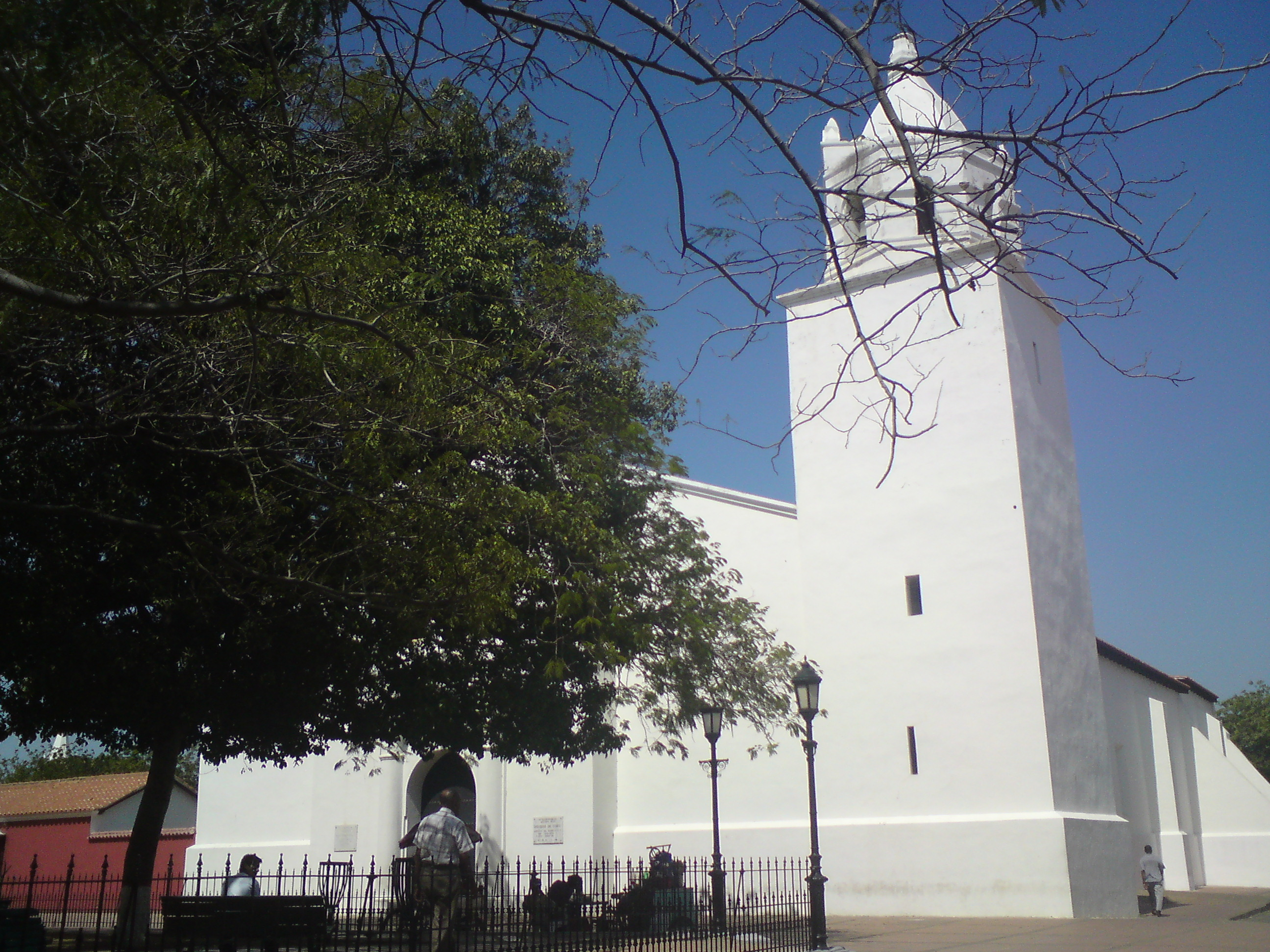
Campanile della Cattedrale
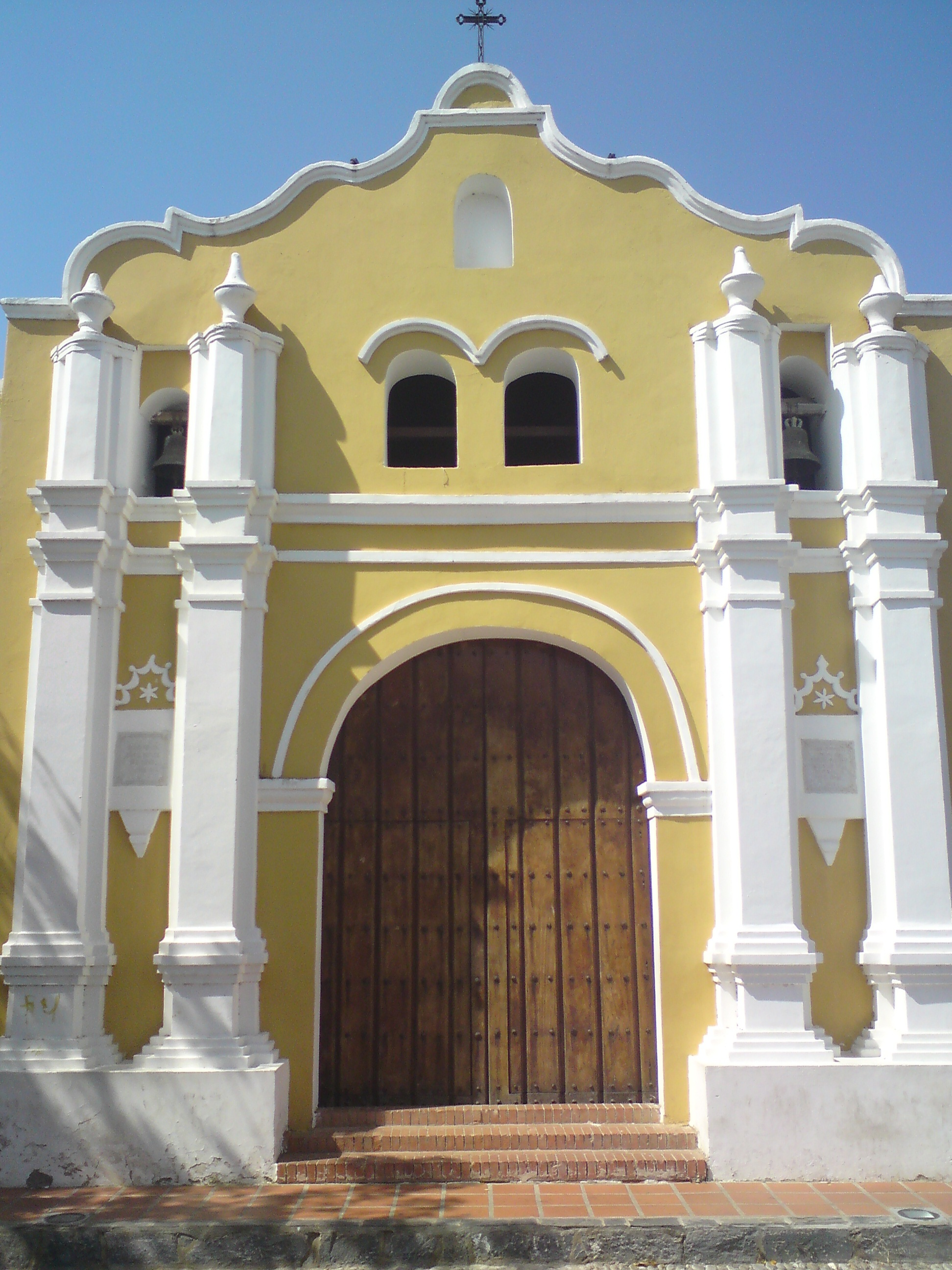
Chiesa di san Clemente

### Barrio colonial

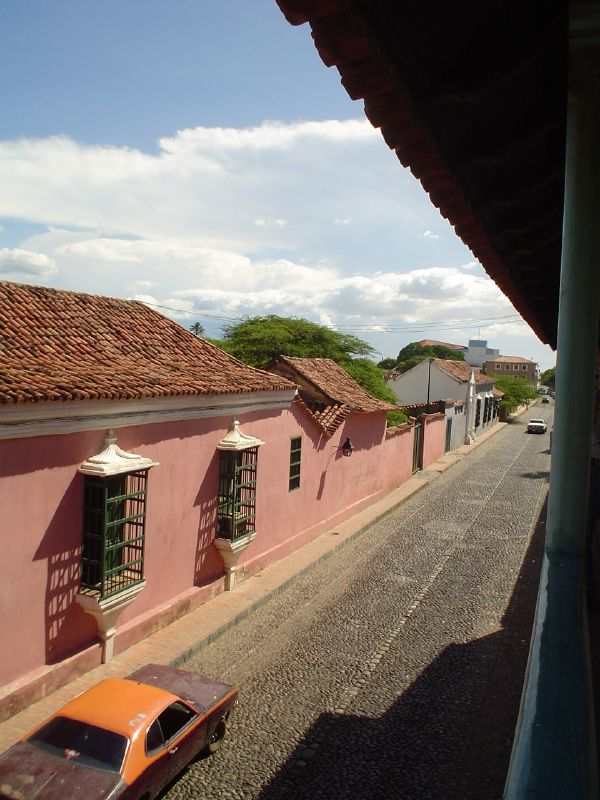
Una via del Barrio Colonial
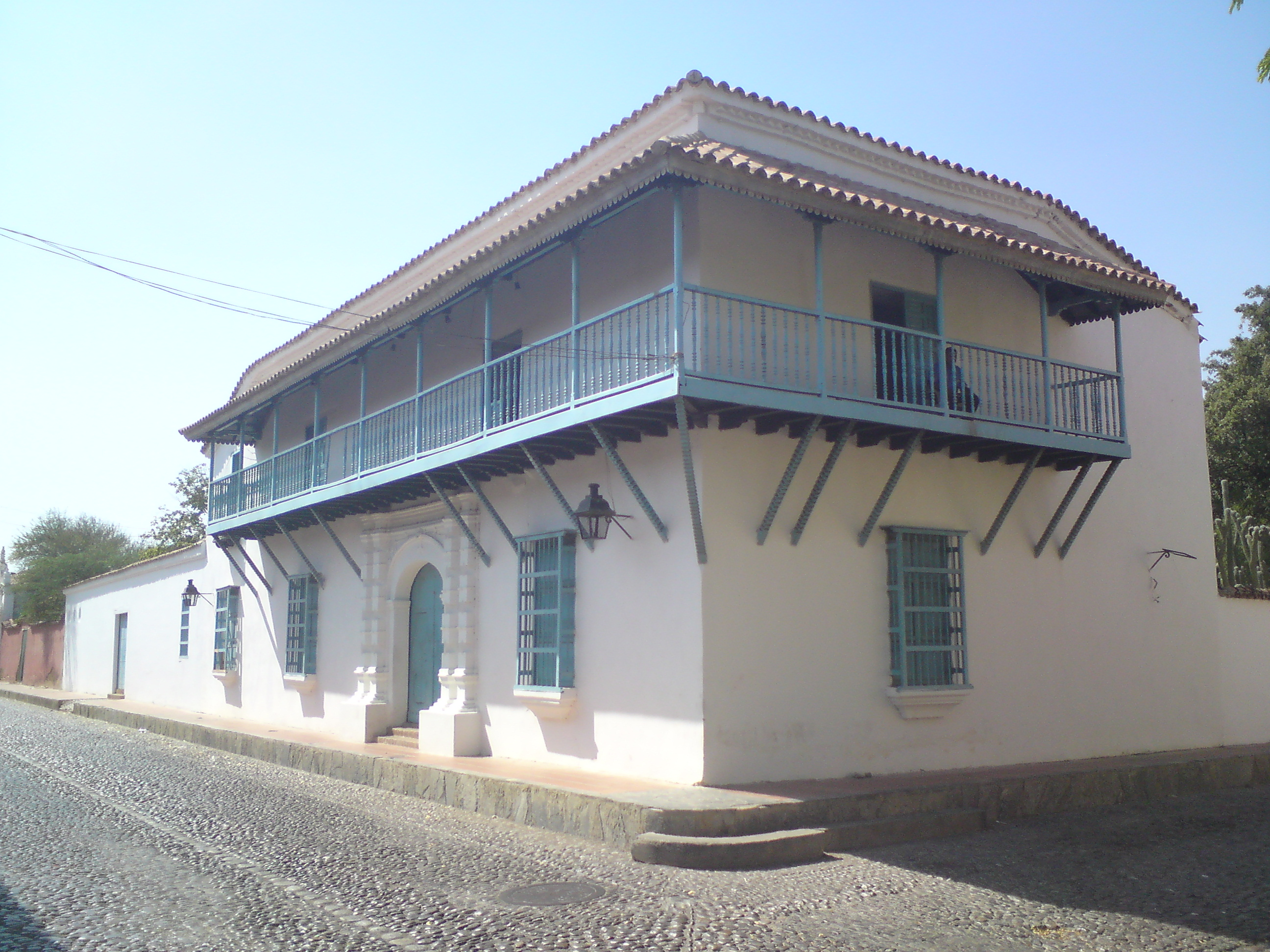
Casa de Los Arcayas

### Altri monumenti della città

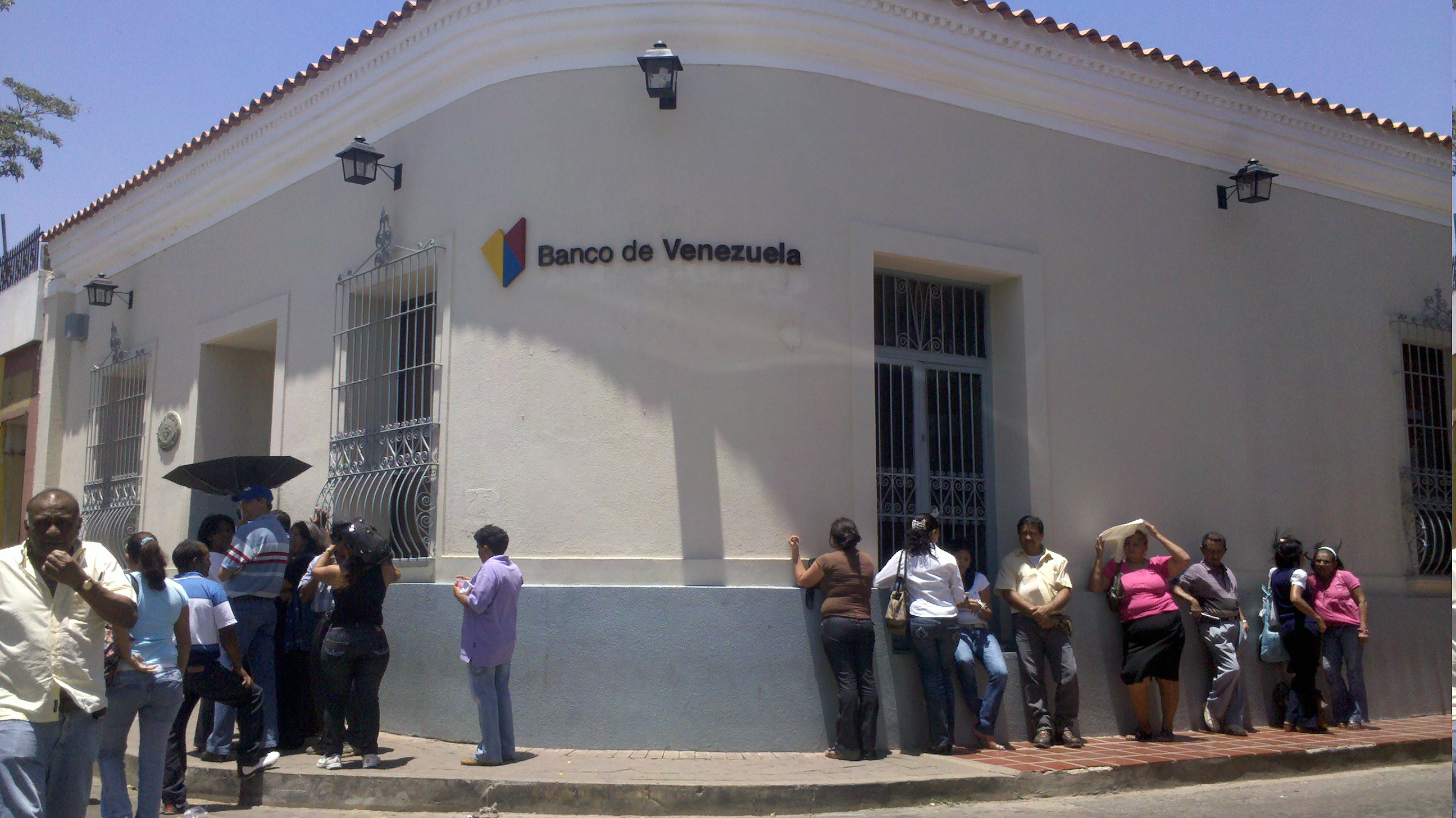
Banco de Venezuela
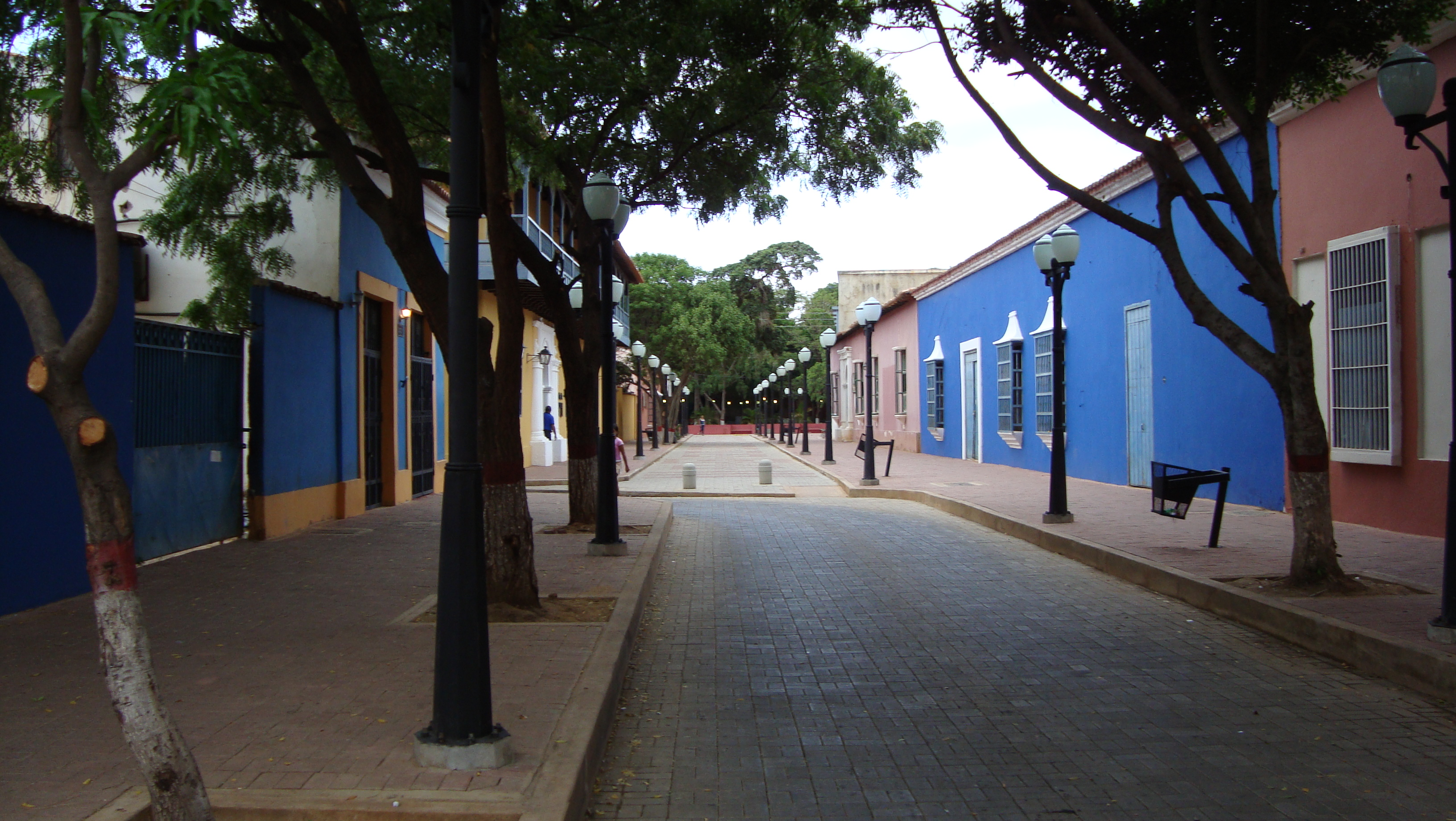
Una caratteristica Calle di Coro
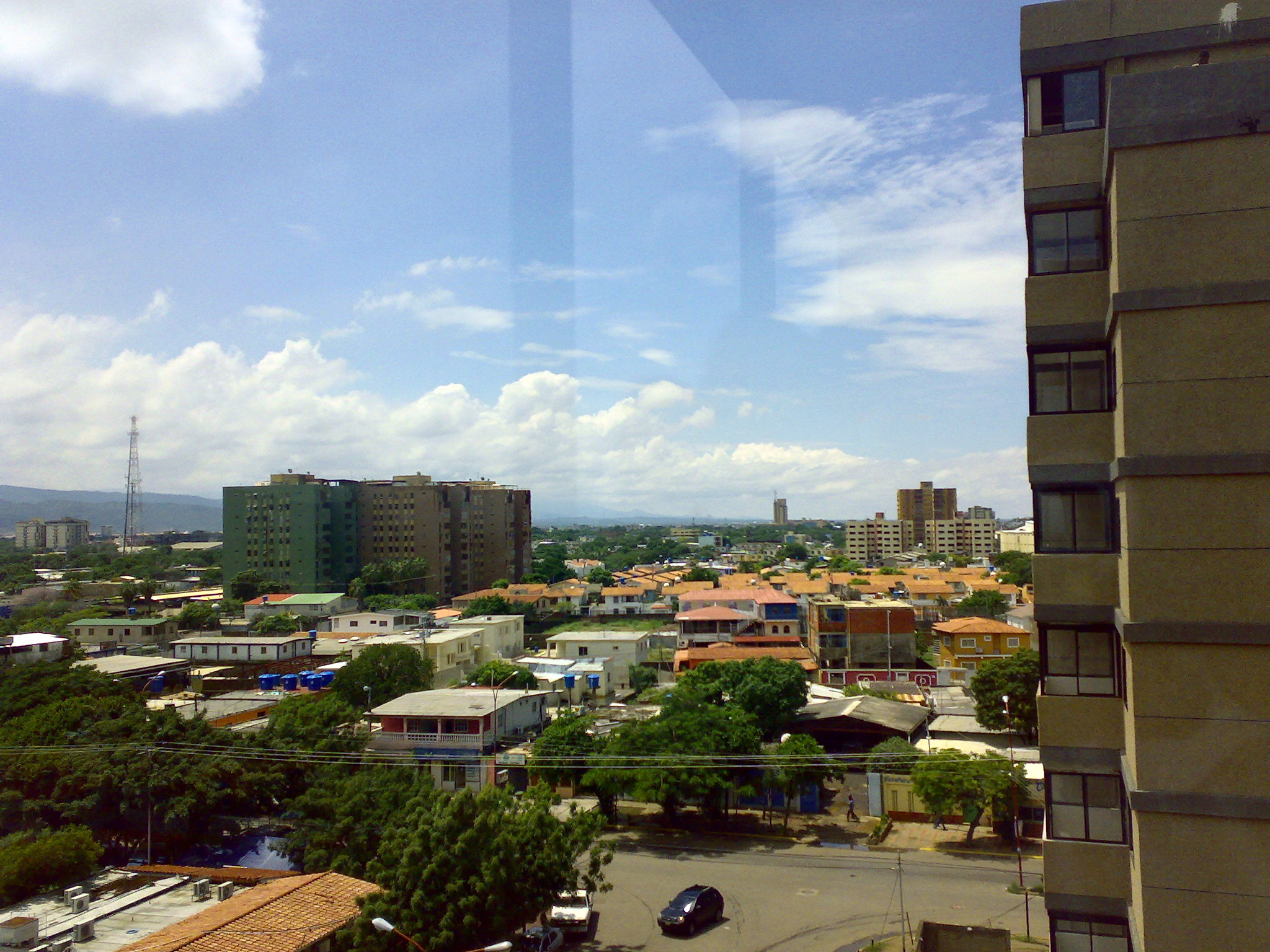
Veduta della città nuova
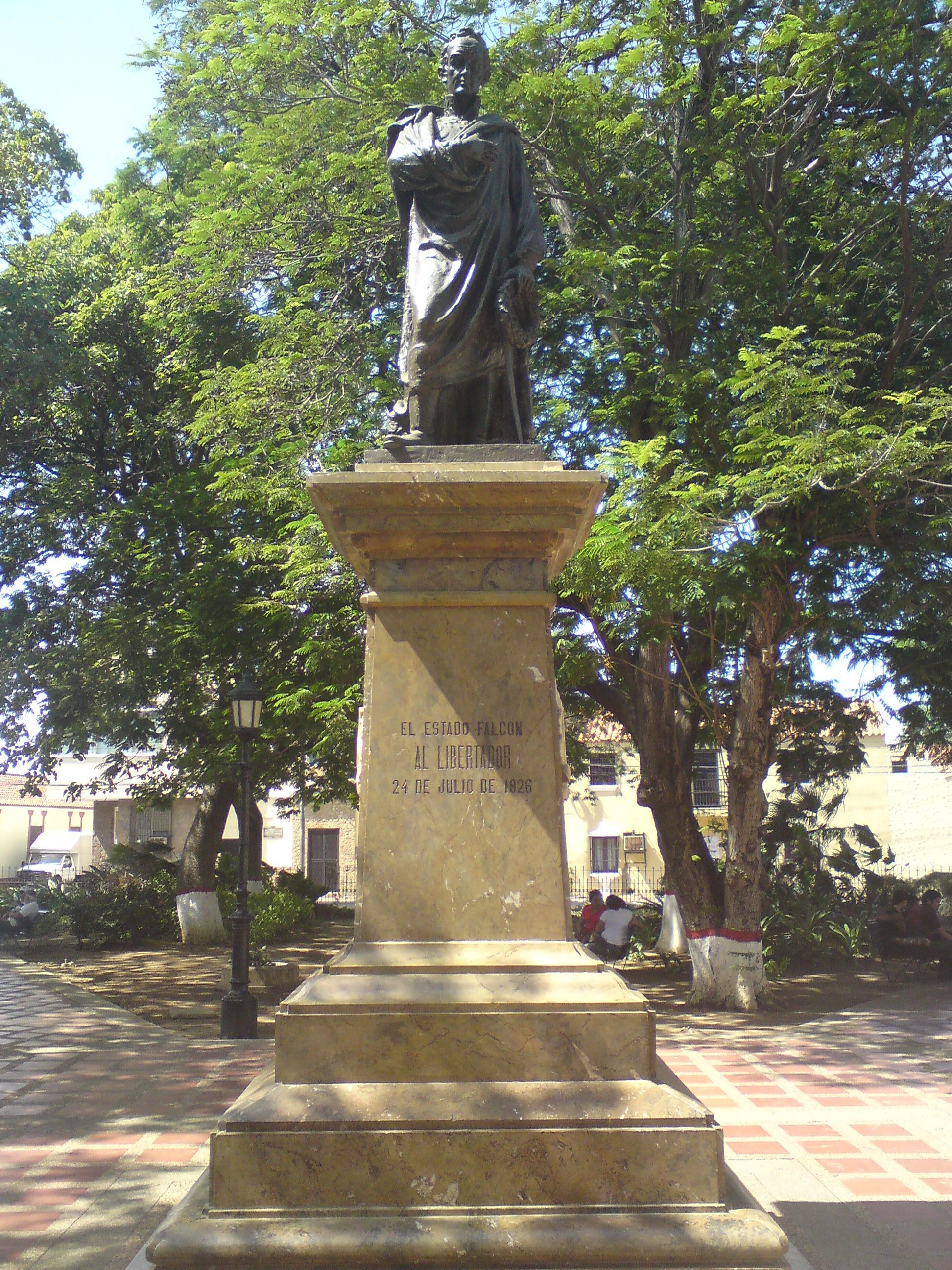
Monumento a Simón Bolívar

### Los Médanos de Coro

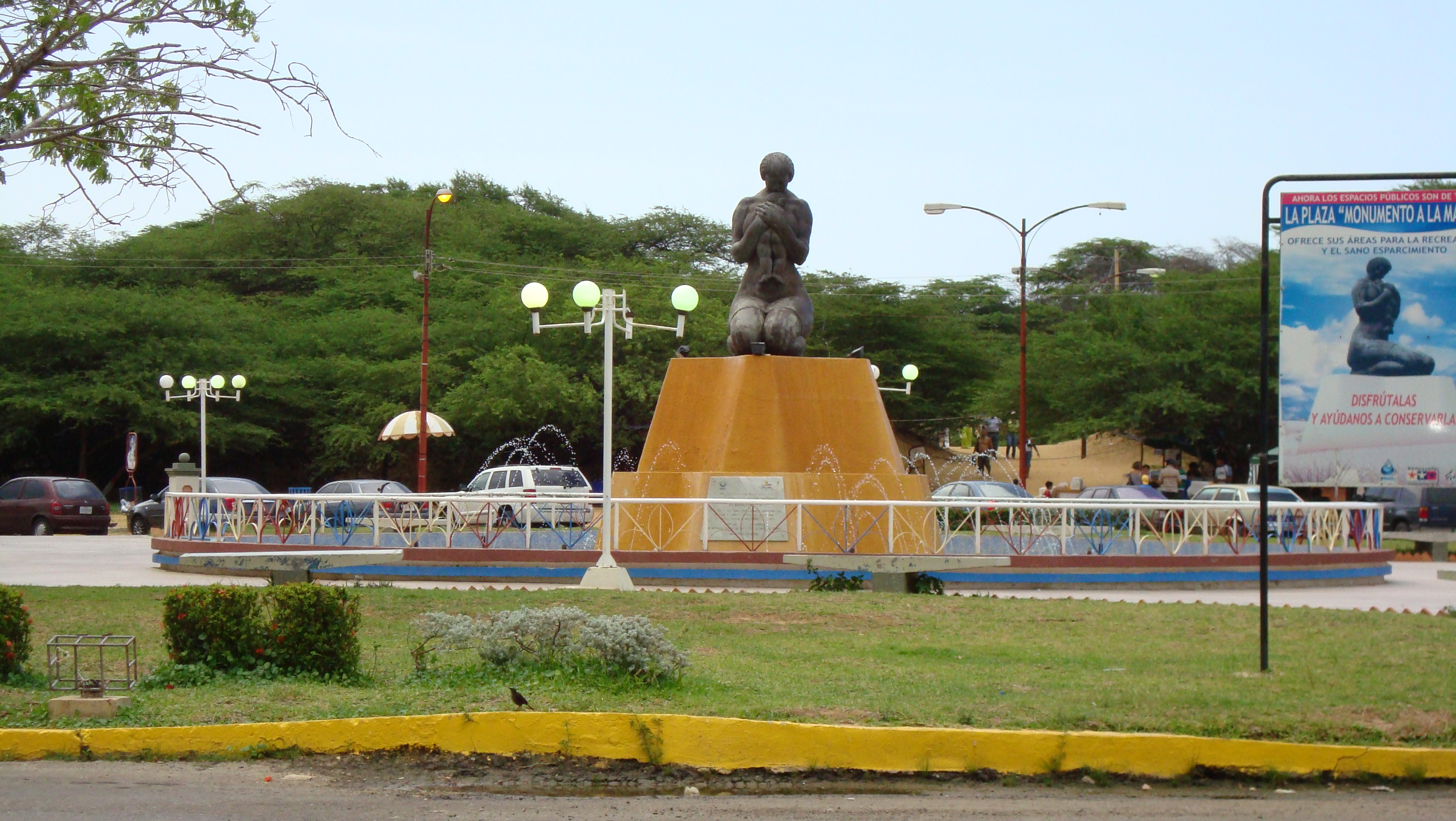
Monumento a La Madre (inizio del deserto de los Medanos)
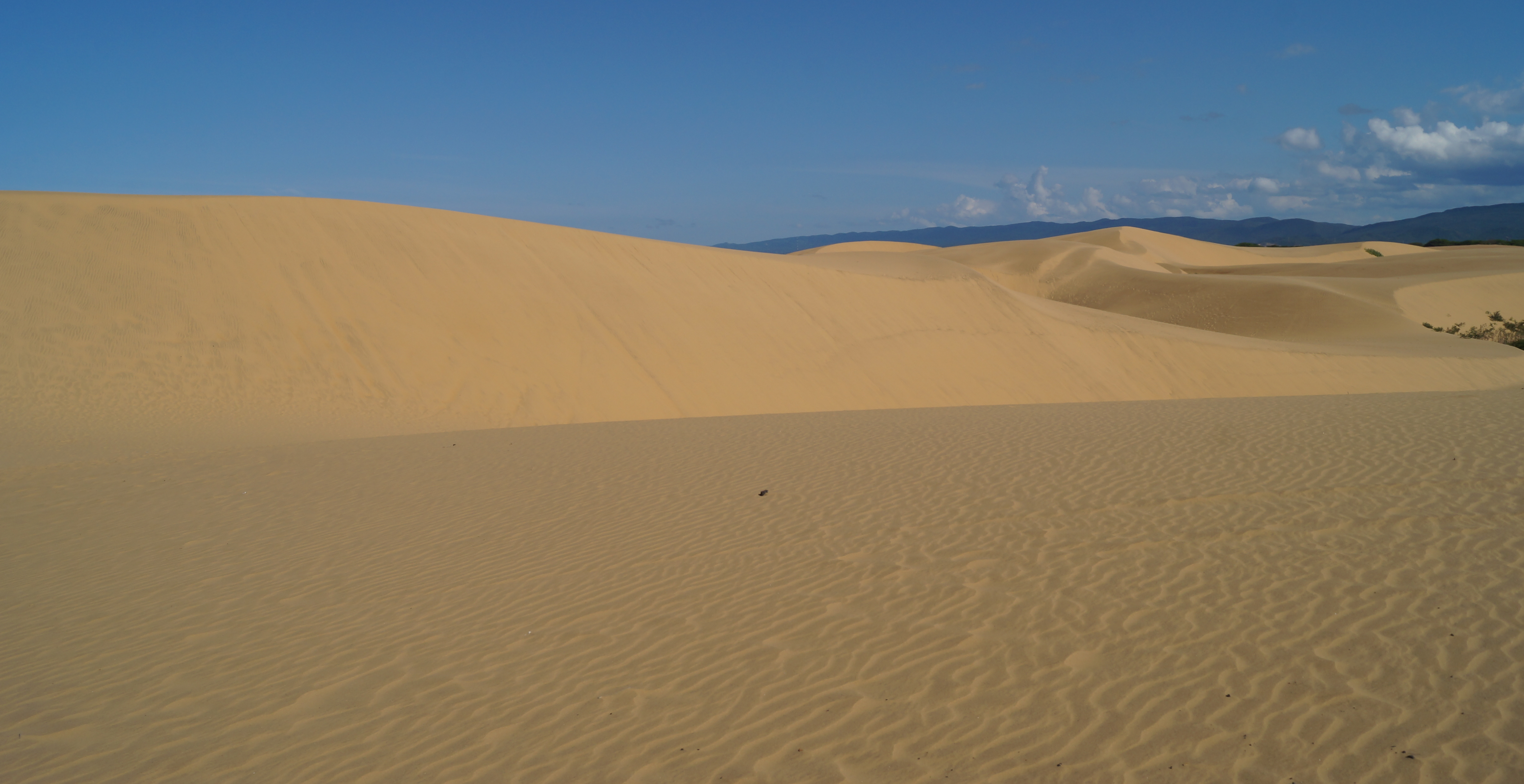
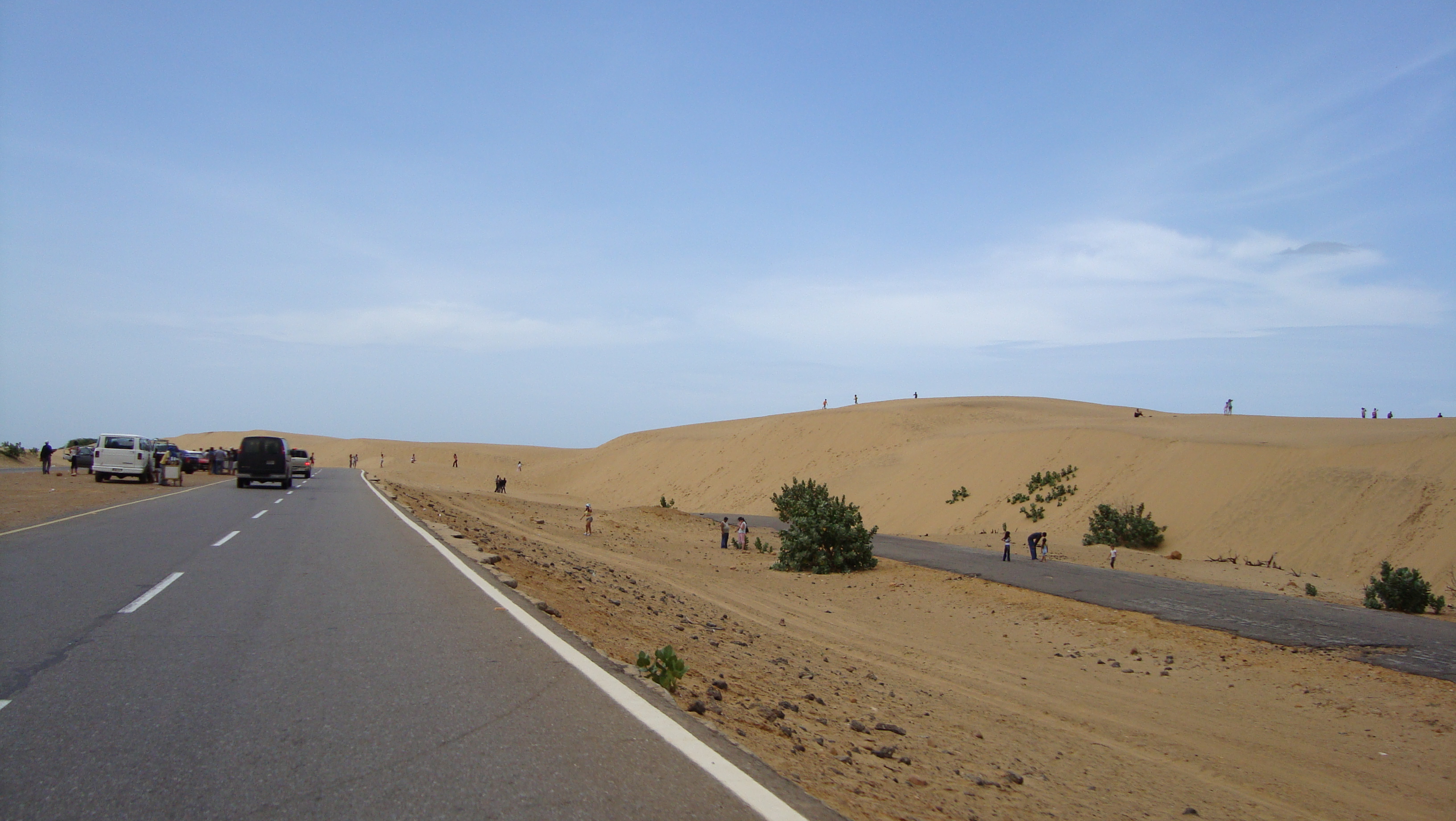
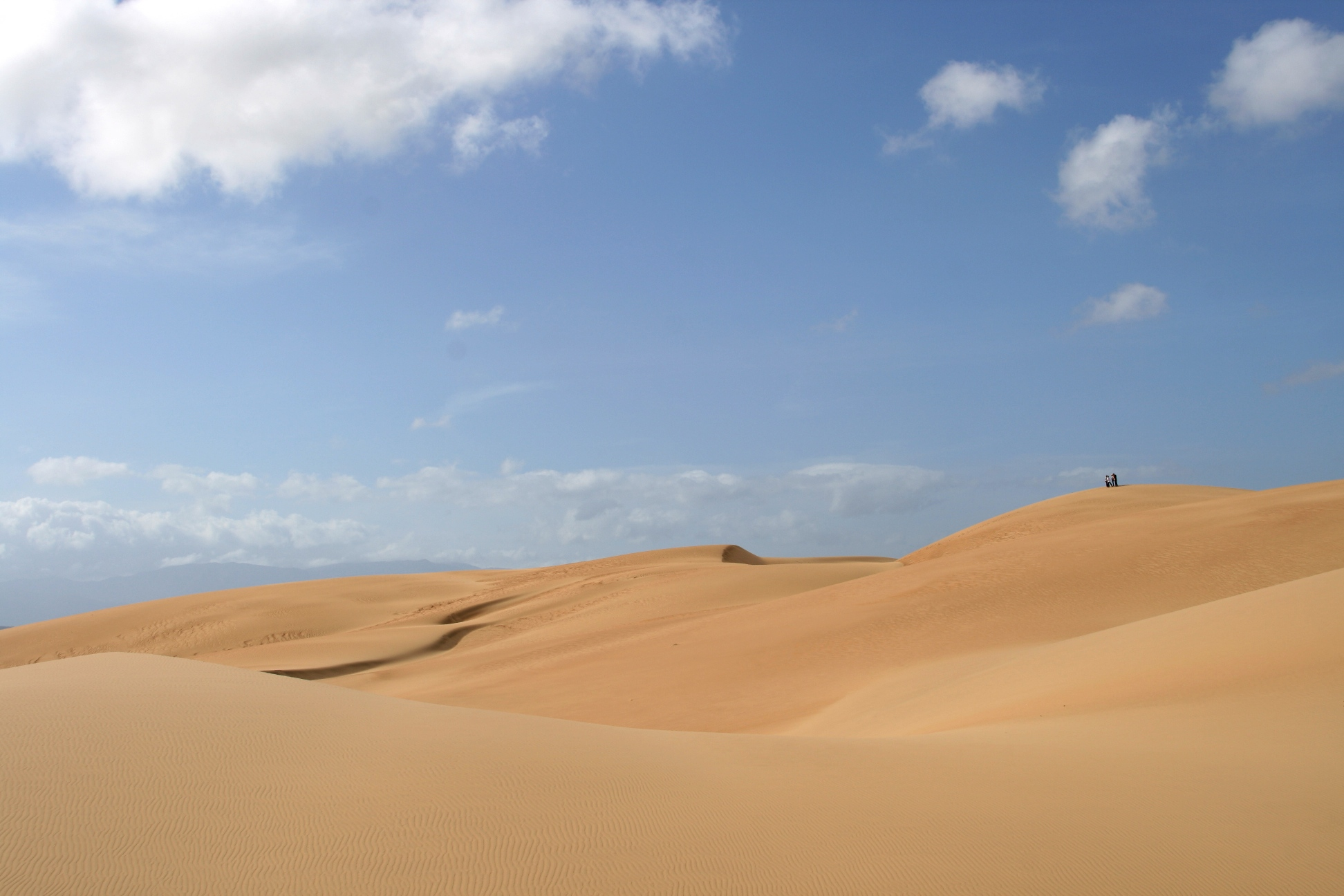
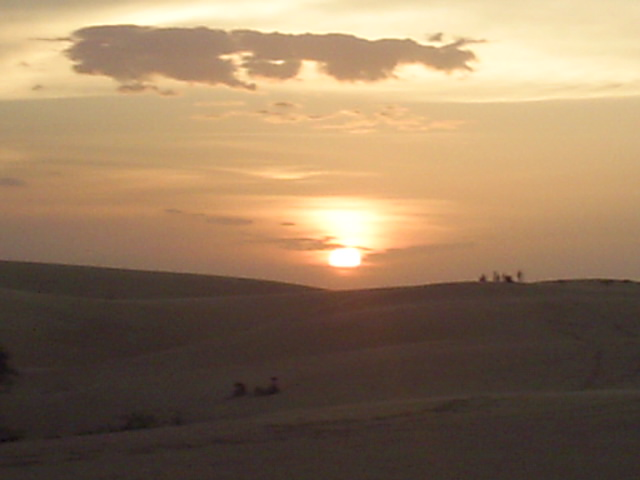